# Almanya - La mia famiglia va in Germania
Almanya - La mia famiglia va in Germania (Almanya - Willkommen in Deutschland) è un film del 2011 scritto e diretto da Yasemin Samdereli.

## Trama
Il film racconta la storia di una famiglia turca emigrata in Germania. La vicenda è narrata attraverso un alternarsi di flashback e ritorni al presente: i flashback raccontano l'emigrazione del giovane Huseyn e della sua famiglia dalla Turchia alla Germania negli anni 1960, mentre il presente è costituito dal 2011, quando Huseyn, ormai divenuto nonno e di cittadinanza tedesca, propone alla famiglia di rientrare in Anatolia per una vacanza estiva. Inoltre, la ragazza che racconta attraverso numerosi flashback la storia della famiglia, rimane incinta del suo ragazzo, un ragazzo di origini inglesi. Il primo a saperlo è il nonno senza il bisogno della confessione della ragazza.
Il film gioca su registri comico e tragico insieme: comico quando si descrivono gli incerti approcci alla vita tedesca della famiglia di Huseyn, tragico quando vengono messi in luce i conflitti di una identità che non è più turca ma che non è ancora tedesca. Per il pubblico europeo può risultare spaesante la visione della Germania attraverso l'occhio del contadino turco musulmano di mezzo secolo prima, perplesso di fronte a ettolitri di coca-cola o a crocefissi che a lui appaiono come cadaveri sanguinanti. La vicenda si evolve in parallelo con la progressiva germanizzazione della famiglia di Huseyn negli anni 1960 e con lo scoprirsi stranieri mano a mano che nel 2011 la vacanza in Anatolia procede, finché un imprevisto non cambierà bruscamente le carte in tavola.

## Riconoscimenti
- Deutscher Filmpreis 2011
  - Miglior film
  - Miglior sceneggiatura